# Certaldo
Certaldo város Olaszországban, Toszkána régióban.

## Fekvése
Firenzétől délnyugatra fekszik, autóval 35 percnyire, míg vonattal 50 percnyire. Sienától pedig 25 percnyire északra.

## Híresség
Itt volt Giovanni Boccaccio családjának az otthona, Boccaccio itt született és halt meg, 1375-ben, itt is temették el.

## Testvérvárosok
- Neuruppin, Németország
- Kanramachi, Japán
- Canterbury, Egyesült Királyság